# Kurt Hornfischer
Kurt Franz Hornfischer (ur. 1 lutego 1910 w Gerze, zm. 18 stycznia 1958 w Fürth) – niemiecki zapaśnik walczący w obu stylach. Brązowy medalista olimpijski z Berlina 1936, w wadze ciężkiej w stylu klasycznym.
Zdobył pięć medali na mistrzostwach Europy w latach 1933–1937; siódmy w 1939.
Mistrz Niemiec w latach 1933–1935, 1939 i 1942; drugi w 1932, 1936 i 1937 w stylu klasycznym. Mistrz w stylu wolnym w latach 1936–1938, 1940–1942 roku.
Brał udział w II wojnie światowej, był sześciokrotnie ranny. Zmarł w 1958 roku w wyniku komplikacji pooperacyjnej.

## Letnie Igrzyska Olimpijskie 1936
| Konkurencja           | Rundy eliminacyjne | Rundy eliminacyjne    | Rundy eliminacyjne        | Rundy eliminacyjne     | Rundy finałowe            | Klas. końcowa |
| Konkurencja           | Przeciwnik I       | Przeciwnik II         | Przeciwnik III            | Przeciwnik IV          | Przeciwnik V              | Miejsce       |
| --------------------- | ------------------ | --------------------- | ------------------------- | ---------------------- | ------------------------- | ------------- |
| +87 kg styl klasyczny | Stevan Nađ (YUG) Z | Josef Klapuch (TCH) Z | Alberts Zvejnieks (LAT) Z | Aleardo Donati (ITA) Z | Kristjan Palusalu (EST) P | 3.            |